# Rivetina syriaca
Rivetina syriaca är en bönsyrseart som beskrevs av Henri Saussure 1869. Rivetina syriaca ingår i släktet Rivetina och familjen Mantidae.
Denna bönsyrsa förekommer i norra Syrien, norra Libanon, norra Irak, Turkiet och på Cypern. Den lever i halvöknar och torra buskskogar.
Landskapens omvandling till jordbruksmark kan påverka beståndet. IUCN listar arten med kunskapsbrist (DD).

## Underarter
Arten delas in i följande underarter:
- R. s. mesopotamica
- R. s. anatolica
- R. s. syriaca